# 彼得·安格雷尔
彼得·安格雷尔（德語：Peter Angerer，1959年7月14日—），德国男子冬季两项运动员。他曾代表西德参加1980年、1984年和1988年冬季奥林匹克运动会冬季两项比赛，获得一枚金牌、二枚银牌和二枚铜牌。